# Ostpreußisches Landesmuseum
Das Ostpreußische Landesmuseum in Lüneburg mit Deutschbaltischer Abteilung seit 2010 erinnert an die Geschichte, Kunst und Kultur, aber auch an Landschaft und Tierwelt Ostpreußens und des Baltikums. Zudem wird es ab 2025 der zentrale Erinnerungsort für Immanuel Kant.

## Vorgänger in Königsberg
Das erste Ostpreußische Landesmuseum entstand nach dem Ersten Weltkrieg im Königsberger Schloss.
Gleich nach der Novemberrevolution setzte sich der Schlossbaumeister Otto Lindemann dafür ein, die königlichen Räume als Museum zu erhalten. Darüber hinaus regte der Provinzialkonservator Richard Dethlefsen an, im Schloss ein Ostpreußisches Landesmuseum einzurichten; denn die Unterbringung der drei Königsberger Sammlungen war mangelhaft. Nach dem Gesetz vom 8. Mai 1920 wurden die Gemäldegalerie, das Ostpreußische Provinzialmuseum und das Prussia-Museum unter dem Begriff Ostpreußisches Landesmuseum zusammengefasst und in die staatliche Schutzliste eingetragen. Hans Gerlach, Eduard Anderson und Friedrich Lahrs trieben die Planungen voran. Am 18. Januar 1921 eröffnete Manfred Graf von Brünneck-Bellschwitz den ersten Teil der Galerie im Krönungsgang. Unter einem Museumsdirektor, dem Kunsthistoriker Alfred Rohde, zusammengelegt wurden die drei Abteilungen erst 1927.

## Das Museum
Das Museum in Lüneburg sammelt Kulturgut aus Ostpreußen und dem Baltikum, um diesen Teil deutscher Geschichte zu bewahren, zu erforschen und im nationalen wie internationalen Rahmen zu vermitteln. Da das historische Ostpreußen heute zu Litauen, Polen und Russland gehört und die Deutsch-Balten auf den Gebieten der heutigen Republiken Estland und Lettland lebten (und wieder leben), pflegt das Museum einen Austausch mit Kultureinrichtungen dieser Länder. Träger des Ostpreußischen Landesmuseums ist die Ostpreußische Kulturstiftung. Das Museum wird durch die Bundesregierung auf Grund eines Beschlusses des Deutschen Bundestages und das Land Niedersachsen auf Grundlage des § 96 BVFG institutionell gefördert. Für die Förderung durch den Bund ist die oder der Beauftragte der Bundesregierung für Kultur und Medien zuständig; für Niedersachsen ist es das Ministerium für Wissenschaft und Kultur.
Das an das Museum angegliederte Kulturreferat widmet sich den Themen Ostpreußen und historisches Baltikum, um über die Kultur und Geschichte der Deutschen in diesen Gebieten zu informieren und sie einem breiten Publikum bekannt zu machen. Über das Kulturreferat finden regelmäßige Veranstaltungen, wie Vorträge, Seminare, Tagungen, Lesungen, Buchvorstellungen, Filmvorführungen und Konzerte, statt. Zudem organisiert das Kulturreferat – oftmals in Zusammenarbeit mit Schulen und anderen Bildungseinrichtungen in Deutschland, Polen, Russland, Estland, Lettland und Litauen – Schulprojekte, Lehrerfortbildungen und Studienfahrten, um Menschen miteinander in Dialog zu bringen.
Im Rahmen grenzüberschreitender Kulturarbeit werden jedes Jahr mehrere Ausstellungen des Ostpreußischen Landesmuseums in Museen in Polen, Russland und den drei baltischen Staaten präsentiert und Studienreisen oder internationale Schulprojekte durchgeführt. Gemeinsame Veranstaltungen sollen die gegenseitigen Vorurteile abbauen und damit zu einem besseren Verständnis zwischen den Deutschen und ihren östlichen Nachbarn beitragen. Ziel ist es, einen Beitrag zur Völkerverständigung zu leisten.
Der Schwerpunkt der Spezialbibliothek mit mehr als 15.000 Titeln liegt auf Publikationen zu Ost- und Westpreußen, dem deutsch-baltischen Siedlungsgebiet, zum Deutschen Orden, der Geschichte Ostpreußens und den Themen der nach 1945 erfolgten Integration und Bewahrung der kulturellen Identität der aus Ost- und Westpreußen Vertriebenen. Sie umfasst Biographien, Prosa und Lyrik von Menschen, Schriftstellern und Dichtern, die ihre Heimat in Ost- und Westpreußen hatten. Sie kann über den Hamburger Universitätskatalog recherchiert werden und im Lesesaal des Nordostinstituts genutzt werden. Seit 2021 baut das Museum ein Archiv für Ostpreußen auf, um die umfangreichen Dokumente und Fotografiebestände zu verzeichnen und zu publizieren.
Das Museum wurde 2011 vom Museumsverband Niedersachsen/Bremen im Rahmen der Museumsregistrierung zertifiziert. 2019 wurde das Museumsgütesiegel für weitere sieben Jahre ausgestellt.

## Geschichte
Niedersachsen wurde nach dem Zweiten Weltkrieg Hauptansiedlungsgebiet von Millionen Vertriebenen aus den deutschen Ostgebieten jenseits von Oder und Neiße. In der Lüneburger Region waren Anfang der 1950er Jahre so viele Ostpreußen ansässig, dass man hier zeitweilig vom „Klein-Ostpreußen“ in der Heide sprach. Bei allen Erfordernissen des Neuanfangs und der Integration in die westdeutsche Gesellschaft bemühten sich viele Vertriebene zugleich um die Bewahrung ihrer kulturellen Identität.
1958 entstand so aus der Initiative des 1906 in Tilsit geborenen Forstmeisters Hans-Ludwig Loeffke und anderer Ostpreußen das ehrenamtlich geführte „Ostpreußische Jagdmuseum – Wild, Wald und Pferde“ im Lüneburger Alten Kaufhaus am Alten Kran. Ein Jahr später fiel es einer Brandstiftung zum Opfer. Siegfried Lenz schildert diesen Brand in seinem 1978 erschienenen Roman Heimatmuseum. Anders als im Roman richtete sich die Lüneburger Brandstiftung nicht gegen das Museum. Der Schaden war groß, nur vereinzelte Exponate konnten gerettet werden. 1964 konnte es an neuem Standort in der Lüneburger Salzstraße neu eröffnet werden.

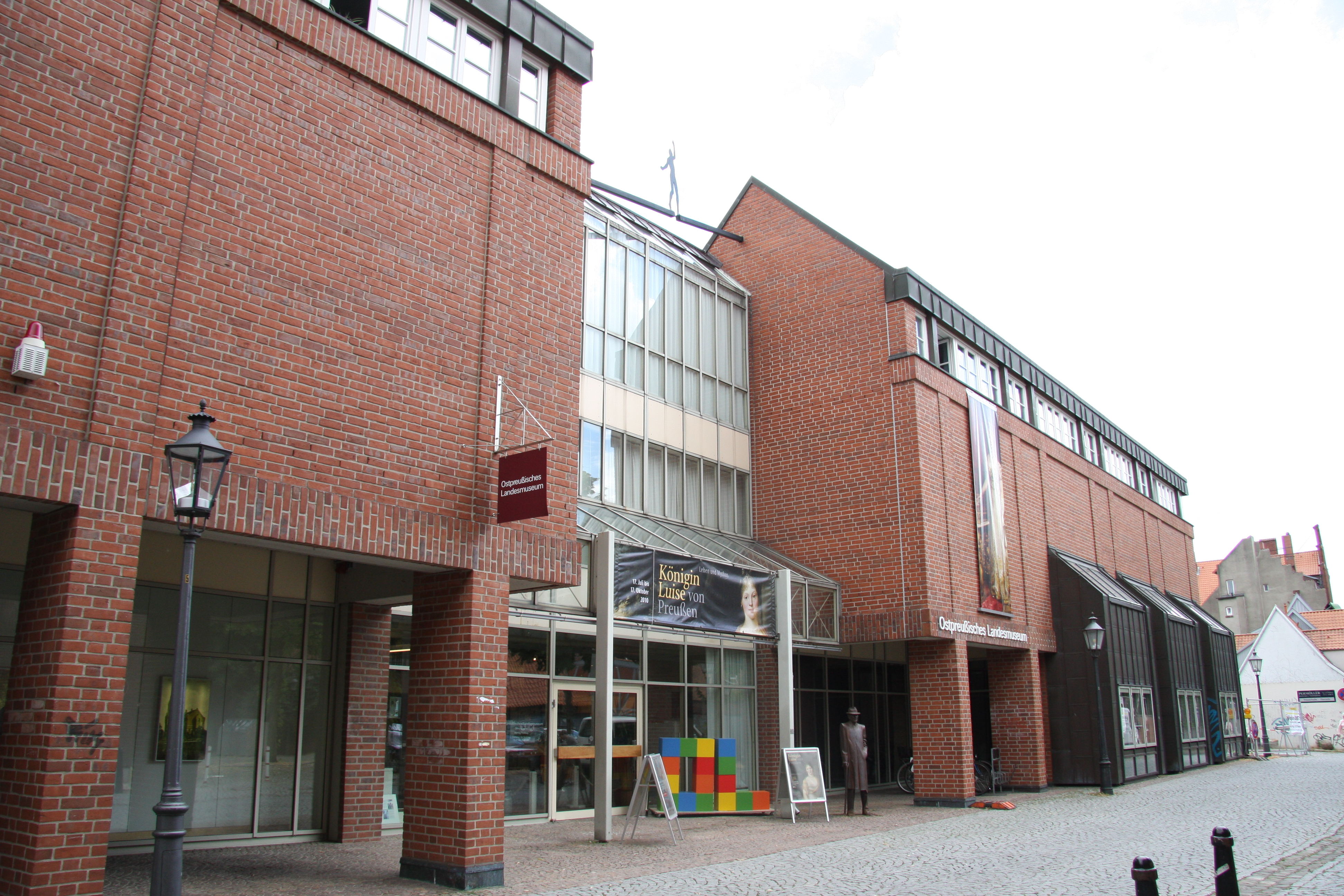
Das 1985 errichtete Museumsgebäude, Ansicht Ritterstr.

Anfang der 1980er Jahre erfolgte eine Umbenennung in „Ostpreußisches Jagd- und Landesmuseum“. Dies geschah aufgrund der von der Bundesregierung 1982 erarbeiteten „Grundsatzkonzeption zur Weiterführung der ostdeutschen Kulturarbeit“, welche die Gründung von „Landesmuseen der großen ostdeutschen Regionen“ vorsah. Das Ostpreußische Landesmuseum war das erste dieser Art. In einem mehrstöckigen Neubau wurde es 1987 zum Ostpreußischen Landesmuseum umgestaltet. Seitdem wird die Museumsarbeit mit hauptamtlich beschäftigten Wissenschaftlern betrieben. Gründungsdirektor war Friedrich Jacobs.

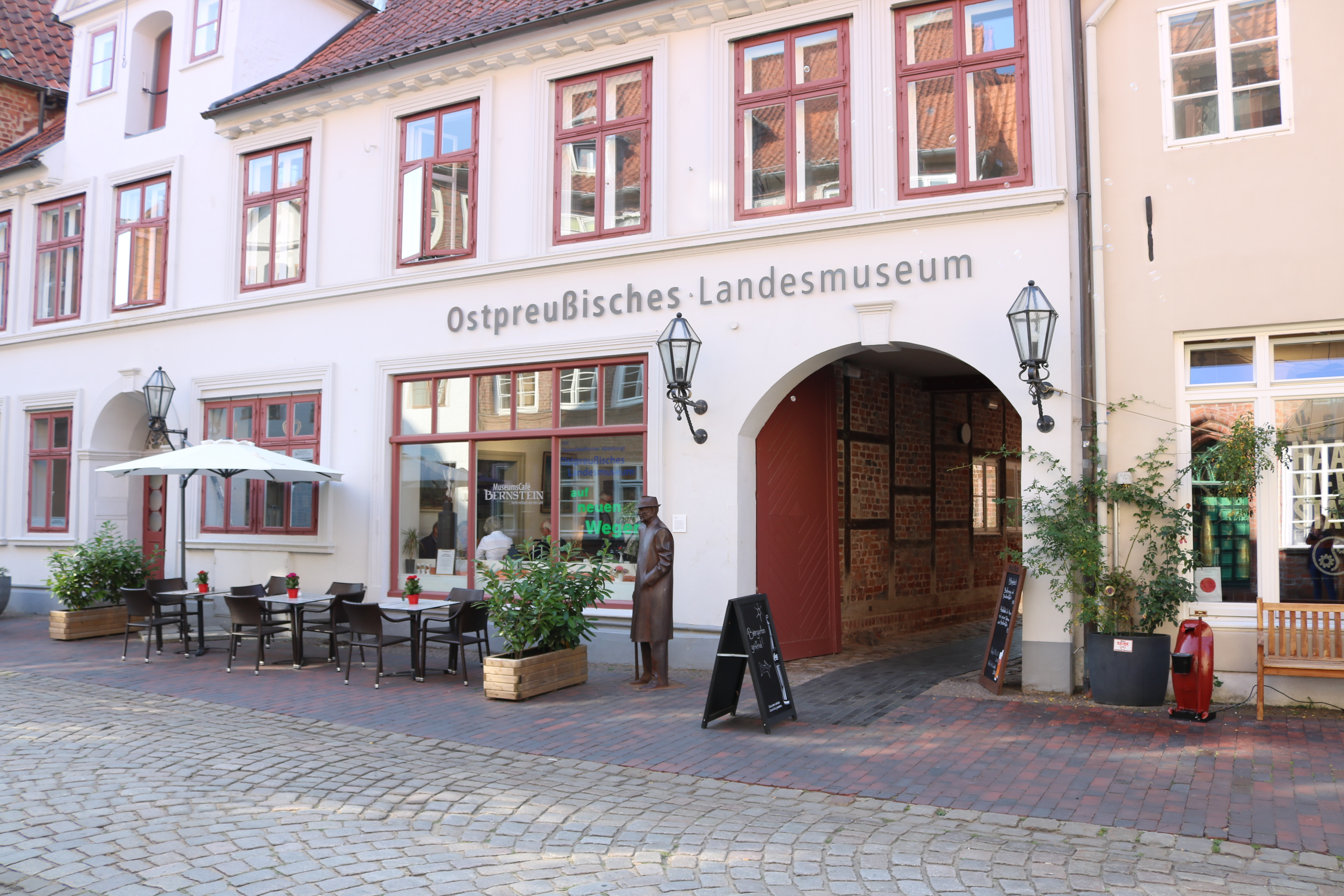
Außenansicht Scharffsches Haus mit dem Eingang zum Ostpreußischen Landesmuseum von der Heiligengeiststraße

Bereits in der Eröffnungsphase stellte sich heraus, dass die Museumsfläche den Anforderungen eines Landesmuseums nicht genügte. Seit den 1990er Jahren wurden unterschiedliche Erweiterungskonzepte verhandelt, die u. a. die Integration einer Deutschbaltischen Abteilung beinhalteten, welche 2010 formal beschlossen und als zusätzliches Satzungsziel aufgenommen wurde. Diesbezüglich war schon 2008 von der Deutschbaltischen Kulturstiftung mit Unterstützung des Landes Niedersachsen das in der Heiligengeiststraße, dem zentralen Platz „Am Sande“ nahe gelegene „Scharffsche Haus“ erworben worden. Das ehemalige Brau- und Bürgerhaus aus dem 15. Jahrhundert dient inzwischen als Sitz der Museumsverwaltung; im Erdgeschoss befindet sich das Museumscafé. Auch konnte so der Museumszugang in die Lüneburger Altstadt verlegt werden.
Im Rahmen der Umbau- und Erweiterungsmaßnahmen von 2013 bis 2018 wurde hinter dem „Scharffschen Haus“ ein Neubau als Museumsfoyer- und Sonderausstellungsbau errichtet. Er stellt auch den Zugang für das benachbarte Brauereimuseum dar. Zugleich wurde die Dauerausstellung vollständig überarbeitet, thematisch erweitert und mit einer Dauerleihgabe aus dem 2016 geschlossenen Museum Stadt Königsberg in Duisburg ergänzt. Neben der Deutschbaltischen Abteilung wurden Themen nach 1945 wie etwa die „Integration der Vertriebenen nach 1945“ sowie „Bewahrung des deutschen Kulturerbes im früheren Ostpreußen und dem Baltikum heute“ in die ständige Präsentation aufgenommen. Die überarbeitete Dauerausstellung wurde am 26. August 2018 fertiggestellt und in Anwesenheit von Staatsministerin Monika Grütters, dem niedersächsischen Minister Björn Thümler sowie den Botschaftern aller drei baltischen Staaten vor knapp 1.000 Gästen eröffnet.
2018 wurde bekannt, dass Bund und Niedersachsen Gelder für einen weiteren Schritt eingeplant hatten. Auf einem angrenzenden Parkplatz entsteht ein Neubau als Lückenschluss in der Ritterstraße, in dem auf ca. 600 Quadratmetern eine Dauerausstellung zum Philosophen Immanuel Kant realisiert werden sollte. Der Projektstart erfolgte Ende 2022 mit offiziellem Spatenstich unter Anwesenheit des niedersächsischen Ministers für Wissenschaft und Kultur, Falco Mohrs. Die erste Dauerausstellung in Deutschland zu Kant sollte zum 300. Geburtstag Kants im Jahr 2024 eröffnet werden, aber der Eröffnungstermin musste wegen der Corona-Pandemie, dem Ukraine-Krieg, Kostensteigerungen und daraus folgenden Umplanungen sowie einer nun notwendigen Sonderausstellung zu Kants Jubiläum nach und nach auf Ende 2025 verschoben werden.

## Dauerausstellung
Auf drei Etagen über 2.000 Quadratmetern werden in mehreren Kapiteln Themen rund um die Landschaft, Geschichte und Kultur Ostpreußens und der Deutschbalten präsentiert. Die Darstellung folgt einer groben Chronologie von der Frühzeit bis in die Gegenwart, die von epochenübergreifenden Querschnittsthemen wie „Bernstein“ oder „Literatur“ unterbrochen wird.
Landesgeschichte
Die Präsentation ist geprägt von seltenen und aussagestarken Stücken, mit denen Macht und Herrschaft, aber auch die Ideen bzw. technische Entwicklungen vom Mittelalter über die Aufklärung, von der 1848er-Revolution bis zum Nationalismus abgebildet werden. Die spezifische Darstellung der Region ist wiederholt in gesamtdeutsche oder europäische Erzählungen eingebettet, wobei auch Geschichtsinterpretationen und Narrative aus Polen und Russland Erwähnung finden. Für die Darstellung der letzten 80 Jahre werden Zeitzeugenvideos verwendet.

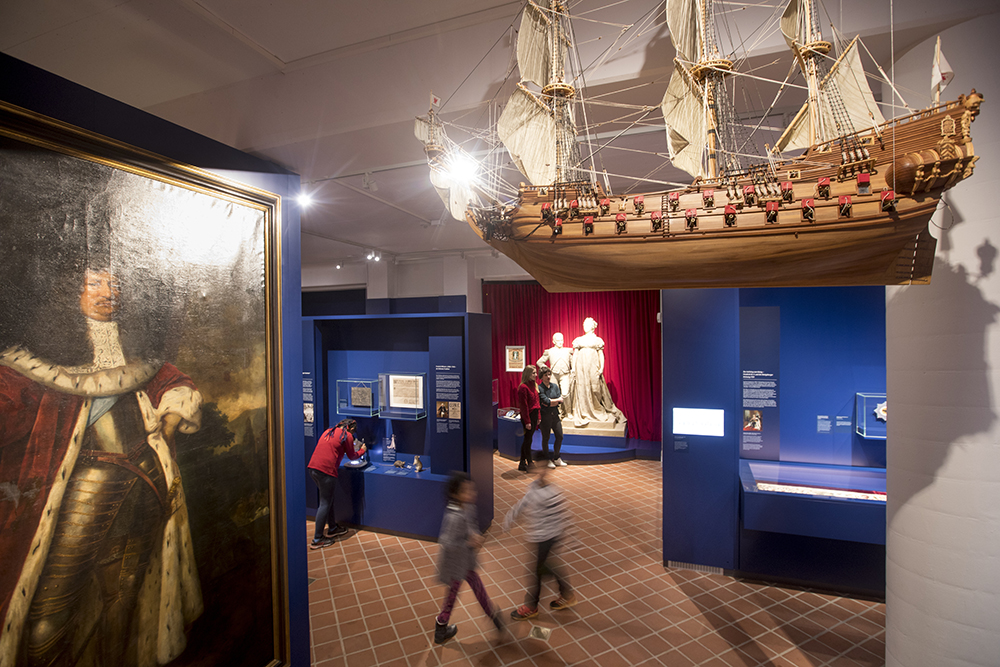
Bereich Herzogtum in der historischen Abteilung der Dauerausstellung des Ostpreußischen Landesmuseums

Die Landesgeschichte ist unterteilt in folgende Kapitel:
- Ur- und Frühgeschichte (Prußen)
- Der Staat des Deutschen Ordens in Preußen
- Das Herzogtum und spätere Königreich Preußen bis zu den Befreiungskriegen
- Die Provinz Ostpreußen im 19. Jahrhundert
- Ostpreußen im Ersten Weltkrieg und die Weimarer Republik
- Ostpreußen im Nationalsozialismus 1933 bis 1945
- Flucht, Vertreibung, Ankunft und Integration in der Nachkriegszeit
- Erinnerungskultur heute: in Deutschland und in der Zielregion

Naturkunde und Jagd
Naturgetreue Dioramen in klimatisierten Überdruckvitrinen und Tierpräparate vermitteln einen Eindruck ostpreußischer Landschaften, z. B. Kurische Nehrung, Masuren, Rominter Heide und Elchwald. Auf Basis der Jagdsammlung des Vorläufermuseums bilden die jagdlichen Traditionen einen eigenen Schwerpunkt, insbesondere das Jagdrevier Rominten. Ein Ausblick in die moderne Jagd greift heutige Diskussionen um Wert und Berechtigung des Waidwerks auf. Ein weiterer naturkundlicher Schwerpunkt ist die Darstellung der Pferdehaltung in Ostpreußen unter besonderer Berücksichtigung des Trakehner Warmblutpferdes und seiner Zucht.
Bernstein
An der sogenannten Bernsteinküste Ostpreußens erfolgt bis heute der Großteil der weltweiten Bernsteingewinnung. Das Museum zeigt die Vielfalt des Materials, seine Gewinnung und Verarbeitung, zahlreiche Inklusen sowie kunsthandwerklich herausragende Einzelbeispiele.
Malerei, Graphik und Plastik

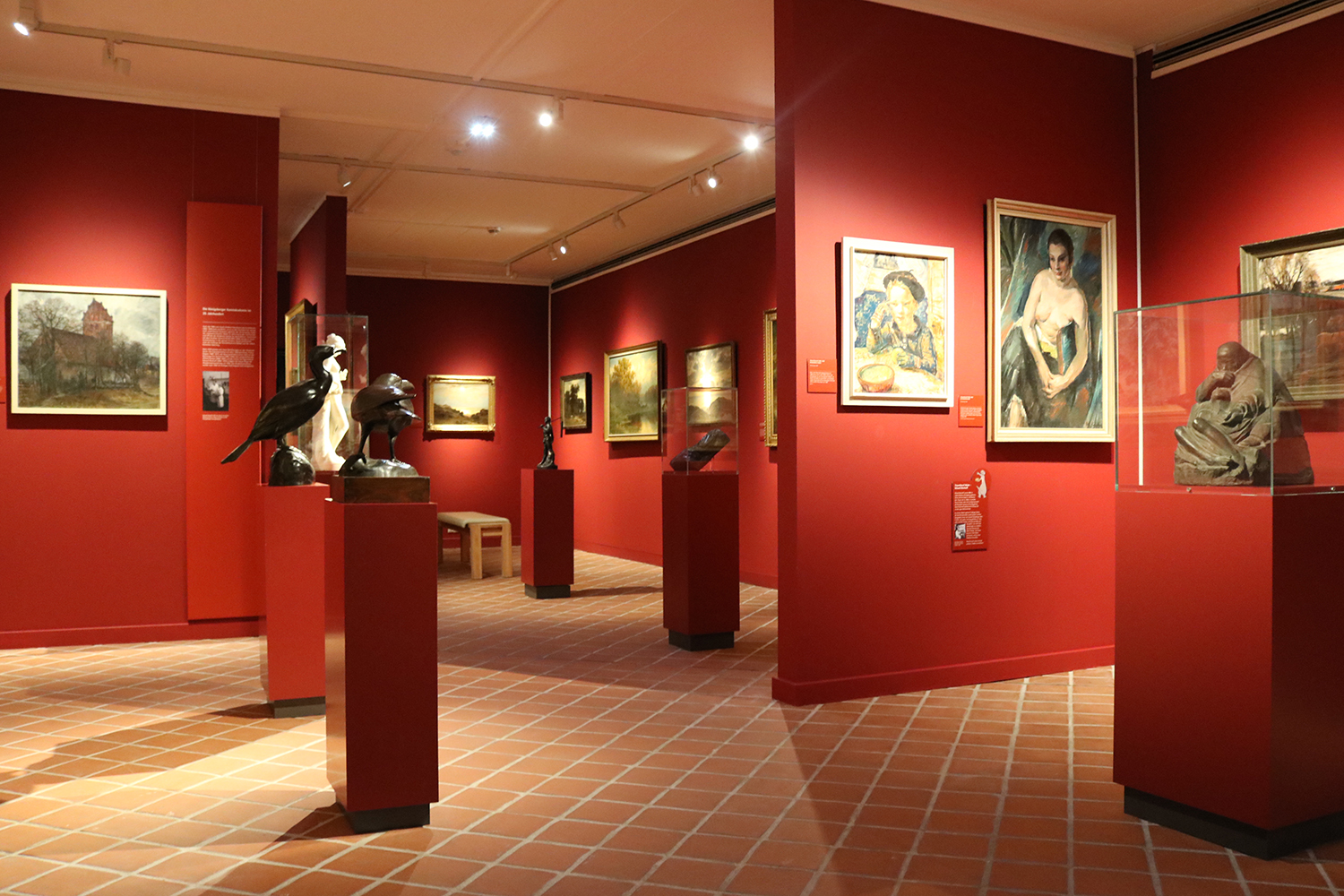
Kunstabteilung in der Dauerausstellung des Ostpreußischen Landesmuseums

Im Bestand befinden sich mehr als tausend Gemälde und über 10.000 Graphiken. In einer eigenen Abteilung wird die Königsberger Kunstakademie sowie die Künstlerkolonie Nidden thematisiert. Neben heute wenig bekannten Namen sind auch Lovis Corinth und Käthe Kollwitz zu sehen.
Geistesgeschichte;
Die Ausstellung erinnert u. a. an Nikolaus Kopernikus, Simon Dach, Immanuel Kant, Johann Gottfried Herder und E.T.A. Hoffmann. Neben der Darstellung des religiösen Lebens in Ostpreußen, u. a. mit einer Rubrik Judaica, werden die Königsberger Albertus-Universität sowie allgemein Wissenschaft aus Ostpreußen thematisiert.
Deutschbaltische Abteilung
Den Deutschbalten, die über Jahrhunderte eine Kulturbrücke zwischen Ost und West darstellten und als die kulturell, politisch und ökonomisch dominierende Soziogruppe zu einem engen Austausch Westeuropas mit dem russischen Zarenreich beitrugen, ist eine eigenständige Abteilung von den mittelalterlichen Anfängen mit besonderer Berücksichtigung der Hanse gewidmet. Der Schwerpunkt liegt aber auf dem Leben in den Städten sowie dem des Adels auf seinen Herrensitzen in der russischen Zeit ab dem frühen 18. Jahrhundert. Die Abteilung endet mit dem Ende der deutschbaltischen Privilegien im späten 19. Jahrhundert, ihr Wirken als Minderheit in den neuen Republiken nach 1918 sowie das Ende deutschbaltischer Siedlung durch die Umsiedlung 1939 im Rahmen des Hitler-Stalin-Paktes.

## Wechselausstellungen (Auswahl)
Aufgrund seines nationalen Auftrags zeigt das Museum jährlich mehrere Ausstellungen an anderen Orten in Deutschland. Von 1987 bis 2018 wurden gut 150 Ausstellungen in Lüneburg gezeigt.
- Kant 300. Ein Leben in Königsberg (18.4.-13.10.2024)
- Die Königsberger Kunstakademie (1845–1945). Künstler aus zwei Jahrhunderten (18.11.2023–25.2.2024)
- „Stinthengste, Krähenbeißer, Lange Wurst und Co.“ Ostpreußische Bräuche im Wandel (21.10.2023–25.2.2024)
- Die Kügelgens. Eine Familie zwischen Deutschland, Estland und Russland (3.6.-3.10.2023)
- „Ich bin doch immer unterwegs ...“ – Der Maler Franz Domscheit / Pranas Domšaitis (1880–1965) (22.4.-17.9.2023)
- Bilder von Königsberg – Blüte und Untergang. Der Fotograf Fritz Krauskopf (1882–1945) (11.2.2023–21.5.2023)
- Romantische Augen-Blicke. Gemälde und Zeichnungen Deutschbaltischer Kunst des 19. Jahrhunderts (24.9.2022–29.1.2023)
- „Königsberger Rot – Erinnerungsarchäologie.“ Arbeiten von Frank Popp (1941–2020) (7.5. – 21.8.2022)
- „Der Elch – Klischee und Wirklichkeit eines Symboltiers“ (9.4.–16.10.2022)
- „Den Dingen das Beiläufige nehmen - Expressionistische Maler aus Ostpreußen“ (20.11.2021 – 27.2.2022)
- „Des Alltags schöne Seiten – Grafik der 1950er Jahre von Gerhard Matzat und Ute Brinckmann-Schmolling“ (16.10.2021 – 18.2.2022)
- „Zwischen Lettland und Deutschland. Der baltische Künstler Johann Walter-Kurau“ (3.7. – 24.10.2021)
- „Walkürenhauch an der Ostsee. Nationalismus und Romantik in der Literatur Ostpreußens“ (19.6. – 3.10.2021)
- „Sielmann!“ (4.4. – 25.10.20)
- „Reise um die Welt“ - Adam Johann von Krusenstern zum 250. Geburtstag (26.9.2020 – 31.1.2021)[13]
- „Käthe Kollwitz – Die Welt in Schwarz und Weiß“ (2019) (Kabinettausstellung)
- „Im Kleinen groß – Dem Maler Horst Skodlerrak zum 100. Geburtstag“ (2019 / 2020)[14]
- „Balance und Perspektive – Retrospektive des Künstlers Hubertus von der Goltz“ (2019)
- „Johannes Niemeyer – Küsten und Städte. Bilder aus dem Baltikum“ (2018/2019)
- „Carl Knauf – Licht über Sand und Haff“ (2017/2018) (mit Katalog)
- „Versunkene Welt Ostpreußens - Erinnerungsbilder von Eduard Bischoff“ Eine Ausstellung des Ostpreußischen Landesmuseums, Lüneburg, im Lötzener Heimatmuseum, Neumünster (18. 3. – 15. 7. 2017)
- Bernstein – Goldenes Fenster zur Vorzeit. Eine Ausstellung des Staatlichen Naturhistorischen Museums Braunschweig im Ostpreußischen Landesmuseum (25.11.2016 – 07.05.2017)
- „Johannes Bobrowskis Litauen: Beiderseits der Memel, zwischen Osten und Westen“ (2017)
- „Der Schreiadler. Kleiner Adler mit großen Problemen. Eine Ausstellung der Deutschen Wildtier Stiftung“ (2016)
- „Backsteinarchitektur im Ostseeraum. Neue Perspektiven der Forschung“ (2016) (mit Katalog)
- „Wolfskinder. Verlassen zwischen Ostpreußen und Litauen“ (2016)
- „Erinnertes Leben – Gelebte Erinnerung. Arno Surminski zum 80. Geburtstag“ (2014)
- „Zwischen Holstein und Königsberg. Karl Storch 1864–1954“ (2014)
- „‚Alles brannte!‘ Jüdisches Leben und seine Zerstörung in den preußischen Provinzen Hannover und Ostpreußen“ (2013/2014) (mit Katalog)
- „Im Streit der Stile. Die Künstlerkolonie Nidden zwischen Impressionismus und Expressionismus“ (2013/2014) (mit Katalog)
- „Das Erleben des Elementaren. Der Expressionist Karl Eulenstein“ (2013)
- „Glanz und Elend. Mythos und Wirklichkeit der Herrenhäuser im Baltikum“ (2012/2013) (mit Katalog)
- „Vertraute Ferne. Kommunikation und Mobilität im Hanseraum“ (2012) (mit Katalog)
- „Samonienen und Tollmingkehmen. Gutsalltag im östlichen Ostpreußen“ (26.11.2011 – 11.03.2012)
- „Fahrt in die Sonne. Ernst Mollenhauer in der Künstlerkolonie Nidden“ (2010/2011)
- „Sinfonie der Farben“ - Der ostpreußische Expressionist Alexander Kolde (26. Juni bis 10. Oktober 2010)
- „Königin Luise von Preußen. Leben und Mythos“ (2010)
- „Natur- und Umweltschutz verbinden. Deutsch-Russische Umweltkooperationsprojekte im Kaliningrader Gebiet“ (04.07. – 25.10.2009)[15]
- „WOHIN – Hommage an Flüchtlingsmütter – Bilder.Texte.Skulpturen“ von Ulrich Fox und Gisela Fox-Düvell (7.3. – 3.5.2009)
- „Heydekrug und Holstein“ – Landschaften von Horst Skodlerrak (7.6. – 7.9.2008)
- „Schrecken der Flucht über das Eis“ Grafikzyklus von Gerhard Bondzin (16.02. – 11.05.2008)
- „Der ostpreußische Maler Karl Friedrich Kunz“ (2008)
- „Der Mythos Trakehnen – 275 Jahre Hauptgestüt Trakehnen“ (2007)
- „Gestaltet in Ostpreußen – Der Bildhauer Hermann Brachert“ (2007)
- „‚Zum Besten der Ostpreußenhilfe – Spenden für den Wiederaufbau ab 1915“ (2006/2007) (mit Katalog)
- „Zwischen Haff, Heide, Harz und Helgoland – 100 Jahre staatlicher Naturschutz“ (2006)
- Gustav Boese – Der „Hausmaler“ des Memellandes (08.10.05 – 29.01.06)
- „Königsberg in Bildern und Visionen“ (2005)
- Gerhard Löbenberg – Natur und Jagd in der Malerei von Gerhard Löbenberg (6.3. bis 24.10.2004)
- „Von Ostpreußen in die Welt. Der Völkerkundler, Zoologe und Museumsgründer Hugo Schauinsland“ (27.09.2003 – 04.01.2004)
- „Kirche im Dorf: Ausstellung des Geheimen Staatsarchivs Preußischer Kulturbesitz,“ Berlin (2003/2004)
- „100 Jahre Cadiner Keramik – 1903–2003“ (2003) (mit Katalog)
- „Mit Windkraft und Propeller. Bilder aus Ostpreußens Luftfahrtgeschichte“ (07.09.2002 – 26.01.2003)
- „Volkskunde des Memellandes – Die Sammlung Hugo Scheu aus Heydekrug“ (2002)
- „Emil Stumpp, Köpfe und Landschaften aus bewegter Zeit“ (2001)
- „Kunst aus dem Deutschordensland Preußen“ (2001) (mit Katalog)
- „Bernsteinschätze aus der Marienburg“ (2000) (mit Katalog)
- Otto Ewel – Adel und Herrenhäuser aus Ostpreußen in Bildern von Otto Ewel (26. Februar – 28. Mai 00)
- Horst Siewert. Meisterfotograf, Tierfilmer und Wildbiologe. Ostpreußisches Landesmuseum, Lüneburg (02.10.1999 – 13.02.2000)
- „Elisabet Boehm und die Landfrauenbewegung“ (27.06. – 25.10. 1998)
- „Juden in Ostpreußen“ (1998) (mit Katalog)
- „Haffsegler vor den Küsten Ostpreußens“ (23.11.1996 – 09.02.1997)
- „Der Weißstorch – Vogel des Jahres 1994 – in Ostpreußen und Deutschland“ (20.05. – 24.07.1994)